# Białobrzegi (gromada w powiecie łańcuckim)
Białobrzegi – dawna gromada, czyli najmniejsza jednostka podziału terytorialnego Polskiej Rzeczypospolitej Ludowej w latach 1954–1972.
Gromady, z gromadzkimi radami narodowymi (GRN) jako organami władzy najniższego stopnia na wsi, funkcjonowały od reformy reorganizującej administrację wiejską przeprowadzonej jesienią 1954 do momentu ich zniesienia z dniem 1 stycznia 1973, tym samym wypierając organizację gminną w latach 1954-1972.
Gromadę Białobrzegi z siedzibą GRN w Białobrzegach utworzono – jako jedną z 8759 gromad na obszarze Polski – w powiecie łańcuckim w woj. rzeszowskim na mocy uchwały nr 27/54 WRN w Rzeszowie z dnia 5 października 1954. W skład jednostki wszedł obszar dotychczasowej gromady Białobrzegi, ponadto wschodnia część dotychczasowej gromady Dębina oraz położona po prawej stronie Wisłoka część dotychczasowej gromady Korniaków ze zniesionej gminy Kosina w tymże powiecie. Dla gromady ustalono 27 członków gromadzkiej rady narodowej.
31 grudnia 1961 do gromady Białobrzegi włączono część wsi Dębina (w granicach jakich została włączona do gromady Głuchów w 1954 roku z byłej gminy Kosina) ze zniesionej gromady Głuchów w tymże powiecie.
Gromada przetrwała do końca 1972 roku, czyli do kolejnej reformy gminnej. 1 stycznia 1973 w powiecie łańcuckim utworzono gminę Białobrzegi.